# 安娜·熱蘇斯·瑪麗亞
安娜·熱蘇斯·瑪麗亞（葡萄牙語：Ana de Jesus Maria，1806年10月23日—1857年6月22日），葡萄牙國王約翰六世最小的女兒。

## 家庭
1827年，安娜·熱蘇斯·瑪麗亞與努諾·若澤·塞維洛·德·莫拉·巴雷托結婚，兩人共有2子3女：
1. 安娜·卡洛塔（1827年—1893年）
2. 瑪麗亞·卡爾莫（1829年—1907年）
3. 佩德羅·若澤（1830年—1909年）
4. 瑪麗亞·艾瑪莉亞（1832年—1880年）
5. 奧古斯都·佩德羅（1835年—1914年）